# Niitsu
Niitsu (新津市 -shi) foi uma cidade japonesa localizada na província de Niigata.
Em 2003 a cidade tinha uma população estimada em 66 058 habitantes e uma densidade populacional de 843,87 h/km². Tinha uma área total de 78,28 km².
Recebeu o estatuto de cidade a 1 de Janeiro de 1951.
Em 21 de Março de 2005 foi decretada a fusão da cidade de Niitsu com a cidade de Niigata (capital provincial).